# Phia Ménard
Phia Ménard est une jongleuse, performeuse, chorégraphe et metteuse en scène française, née à Nantes le 11 février 1971.

## Biographie
Bouleversée par le spectacle Extraballe interprété par Jérôme Thomas (1990), elle suit son enseignement dès 1994, puis intègre sa compagnie pour le spectacle Hic Hoc (1995), qu'elle interprète. En parallèle, elle suit en 1997 les enseignements du danseur et chorégraphe Hervé Diasnas, fondateur de la formation Présence Mobilité Danse, s'initiant au jeu d'acteur et à la danse contemporaine. Phia Ménard quitte la compagnie Jérôme Thomas en 2003. Elle dit de Jérôme Thomas et Hervé Diasnas qu'ils lui ont « appris à marcher ».
En 1998, elle fonde sa propre compagnie, Non Nova, avec l'ambition selon elle « d'abandonner la question de la virtuosité pour travailler le défaut, loin du cirque et de la jonglerie, en me rapprochant de la danse, du théâtre et de la performance ». Sa transition, ouvertement entamée dès 2008, va davantage influencer son parcours artistique. Le premier spectacle né de ce projet en janvier 2008 est P.P.P. (« Position parallèle au plancher »), dont le matériau dominant est la glace. Ce succès important et international, toujours en tournée en 2015, a fait de la glace « sa carte d'identité artistique. Un symbole aussi de sa métamorphose, de son « coming-out » ».
Invitée par le Festival d'Avignon en 2010, elle crée la performance Black Monodie avec le poète Anne-James Chaton dans le cadre des Sujets à Vif, projets artistiques interdisciplinaires.
Sur des musiques de Jean-Philippe Rameau, elle met en scène Et in Arcadia Ego à l'Opéra Comique de Paris en 2017, avec Christophe Rousset et Éric Reinhardt qui en écrit le livret,.
En 2018, sa pièce Saison sèche est créée au Festival d'Avignon. Elle y dénonce les normes du patriarcat imposées aux femmes.

### Démarche artistique
Sa recherche sur l'« Injonglabilité complémentaire des éléments » — « ayant pour objet l'étude des imaginaires de la transformation et de l'érosion au travers de matériaux naturels » — la conduit à explorer la glace, l'eau, l'air et leurs influences sur les comportements humains.
Elle est artiste associée au théâtre national de Bretagne de Rennes et de l'espace Malraux, scène nationale de Chambéry.
Elle travaille également au Centre international de formation en arts du spectacle (CIFAS) de Bruxelles avec le philosophe Paul B. Preciado sur la question du genre.
Elle travaille en collaboration avec divers artistiques sous la direction d'Éric Reinhardt, pour un catalogue en un volume pour la collection du Centre national des arts plastiques, sous le titre d'Une collection sans murs.
Elle réalise une performance pour conditionner les salles de spectacles et leur équipe au rythme imposé par la technique de congélation. Intitulée Les Pièces de glace, elle met en avant la transformation d'une glace brute, opaque, vers la fonte en référence à la transformation d'un corps d'homme à celui d'une femme.
Elle collabore avec un groupe d'artistes sous la direction de Josette Féral en 2020 pour « requestionner le genre », à partir de la thèse de Stefania Lodi Rizzini. Le corpus de recherche se concentre sur des œuvres théâtrales et performatives d'origines française ; les œuvres créées et jouées par des sujets transgenres ont été privilégiées.

### Polémique
En 2020, dans un message sur Facebook, Phia Ménard accuse les Bouffes du Nord d'avoir déprogrammé son spectacle Maison mère au profit du Sunday service (mélange de concert et de célébration religieuse gospel) de Kanye West. S'adressant aux spectateurs, Phia Ménard écrit : « [Cela] vous a été présenté sous l'argument fallacieux de “problèmes techniques” (…). C'était un fake pour masquer la privatisation de ce théâtre privé au profit d'une messe religieuse et du fric du chanteur pro-Trump #KanyeWest. »

## Créations
- 1998 : Le Grain
- 2001 : Ascenseur, fantasmagorie pour élever les gens et les fardeaux
- 2002 : Le Grand Bazar
- 2003 : Zapptime, rêve éveillé d'un zappeur
- 2004 : Jongleur pas confondre (conférence-spectacle)
- 2007 : Doggy Bag
- 2008 : P.P.P. (« Position parallèle au plancher »[1])
- 2010 : Black Monodie
- 2011 : Vortex
- 2011 : L'Après-midi d'un foehn[15]
- 2015 : Belle d'hier
- 2017 : Les Os noirs
- 2017 : Les Contes immoraux - partie 1 : Maison Mère
- 2018 : Saison Sèche
- 2020: Requestionner le genre[13]
- 2021 : La Trilogie des Contes immoraux (pour Europe)
- 2022 : Les Enfants terribles de Philip Glass et Jean Cocteau, au Théâtre de Cornouaille, scène nationale de Quimper (production Co[opéra]tive).
- 2023 : Art. 13

## Distinctions

### Récompenses
2016 : nomination au Molière du spectacle jeune public pour L'Après-midi d'un foehn
2019 : Topor SACD pour La Vie dans tous les sens

### Décorations
2014 : Chevalier de l'ordre des Arts et des Lettres, promue par Aurélie Filipetti.